# Johannes de Rupescissa
Johannes de Rupescissa, französisch Jean de Roquetaillade, deutsch gelegentlich Johann von Rupescissa und Johann vom Gespaltenen Felsen, (* um 1311 in Schloss Marcolès (Cantal) bei Aurillac, Auvergne; † wahrscheinlich 1365 oder 1366) war ein Franziskaner, Alchemist und apokalyptischer Visionär in Südfrankreich. Er wird den Joachimiten zugerechnet bzw. Spiritualen und verband Ideen zu einer Quintessenz genannten, in der Materie verborgenen, aus allen Stoffen des Naturreiches destillierbarer subtiler, lebenserzeugender und lebenserhaltender „überirdischen“ Substanz bzw. Kraft des unvergänglichen, das Universum vor seiner Zerstörung bewahrenden „Himmels“ bzw. fünften Elements des Aristoteles, mit Prophetien eines seiner Meinung nach bevorstehenden Weltuntergang in einer für das Mittelalter einzigartigen „apokalyptischen“ Alchemie.

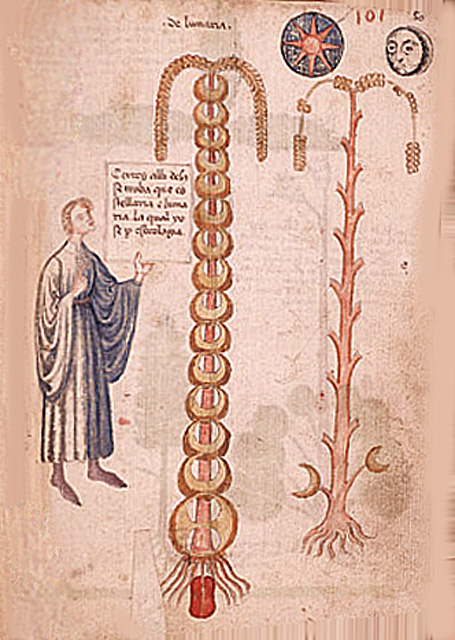
Aus einem Manuskript von Rupescissa, um 1350

## Leben
Er studierte fünf Jahre Philosophie und die freien Künste in Toulouse, wo auch seine intensive Beschäftigung mit der Alchemie begann, und trat 1332 dem Franziskanerorden bei, wo er sein Studium vor allem in Theologie fortsetzte. Zwischen 1340 und 1344 war er im Minoritenkloster von Aurillac. Dort begann er, Prophezeiungen und Visionen zu verbreiten (unter anderem sah er den Antichrist in Gestalt eines Kindes in China). Aufgrund falscher Prophezeiungen und radikaler Kritik an der Kirche (er trat für franziskanische Armut ein und kritisierte das Papsttum in Avignon und die gängige Simonie) wurde er von seinen Oberen 1344 eingesperrt und als Inhaftierter von einem Kloster zum anderen versetzt (1344 Figeac, gefolgt von Martel, Brive, Donzenac, Limoges, Saint-Junien sowie Toulouse und 1347 Rieux). 1349 kam er in den Carcer Soldani nach Avignon, um sich vor Papst Clemens VI. zu verteidigen. – Er sollte eigentlich ins Kloster nach Castres, doch er überzeugte die ihn begleitenden Mönche, ihn nach Avignon zu bringen. – Ein erster Prozess begann Ende 1349, doch blieb er bis November 1356 in Avignon eingesperrt, nachdem ein 1354 begonnener neuer Prozess keine häretischen Ansichten entdecken konnte. Eine mildere Form von Gefangenschaft wurde aber aufrechterhalten, auch als er 1360 unter Innozenz VI. auf das Schloss Brignoles gebracht wurde. Letzte Nachrichten von ihm sind vom Dezember 1365: Er erhielt verschiedene Zuwendungen von der apostolischen Kammer, war aber krank und in einem Minoritenkloster in Avignon.
Obwohl man ihn über zwanzig Jahre einsperrte, stellte man ihm Schreibmaterialien (und teures Pergament) im Gefängnis zur Verfügung, manchmal auch Bücher. Im Gefängnis schrieb er Visiones seu revelationes (1349) und 1356 Vade mecum in tribulatione (sein bekanntestes Werk, in dem Rupescissa die Endzeit in der Zeit zwischen 1360 und 1372 und kommen sah) sowie Liber ostensor. Seine Visionen und Prophezeiungen sind von den franziskanischen Spiritualen beeinflusst (Joachimiten, Petrus Johannis Olivi), er geht aber weit darüber hinaus und sieht das Studium von Bibel, Prophetien und der Natur (Alchemie) als Mittel zur Überwindung der in seiner Sicht bevorstehenden Apokalypse und der Herrschaft des Antichristen oder (wie im Liber secretorum eventuum) der Antichristen, die mit der Ankunft des Engelspapstes (dem reparator oris) endet.
Ein ebenfalls von den Joachimiten beeinflusster Alchemist war der rund hundert Jahre vor Rupescissa geborene englische Franziskaner Roger Bacon.

## Werk

### Überblick
Von seinen etwa 30 Werken sind sieben erhalten: Fünf seiner Prophetica (Vatizinien) und zwei alchemistischen Inhalts. Rupescissa wird als alchemistischer Autor von dem hundert Jahre später lebenden Johannes Trithemius in dessen Annalium Hirsaugensium erwähnt (s. dazu Multhauf: Isis in den untenstehenden Literaturangaben); als Autor von Prophezeiungen war er dagegen so bekannt, dass ihn Chronisten wie Jean Froissart und Jean Le Bel erwähnen. Seine Visionen hatten Einfluss auf die entsprechende spätmittelalterliche und frühneuzeitliche Literatur. Sie sind mit autobiographischen Angaben besonders über die Zeit seiner Gefangenschaft verwoben. Seine alchemistischen Werke entstanden um 1350. Er war beeinflusst durch die Schriften von Arnaldus de Villanova, Ramon Llull (DeVun Prophecy, alchemy and the end of time (s. Literatur) weist nach, dass einige Llull zugeschriebene Werke Ideen von Rupescissa verwenden), Roger Bacon, Geber – oder vielmehr die Schriften, die man diesen zuschrieb, denn die Autorschaft ihnen traditionell zugeschriebener alchemistischer Werke wird heute bezweifelt.
Seine Werke (einige der wenigen mittelalterlichen alchemistischen Werke, die sicher einem Autor zugeordnet werden können) zeigen außerdem, dass die Ideen einer medizinischen Chemie weit vor die Iatrochemie von Paracelsus und seinen Anhängern zurückreichen. Über seine Verfahren zur Gewinnung der Quinta essentia veröffentlichte er eine Reihe einflussreicher Bücher. Sie enthalten auch Informationen zu Destilliertechniken.
Sein Hauptwerk dürfte der humanmedizinisch ausgerichtete Liber de consideratione quintae essentiae omnium rerum, kurz die Consideratio, sein. Der lateinische Erstdruck der Consideratio ist aufgeteilt in zwei Bücher, wobei das erste Buch vor allem die Gewinnung der Quinta essentia zum Thema hat, sowie einige Arzneimittel in Form von Simplizien enthält, und das zweite, übertitelt mit De generalibus remedibus über zwanzig Heilmittel, vor allem Komposita, nach Indikationen geordnet enthält.

### Schriften zurQuinta essentia
Er propagierte den von ihm, entsprechend damals schon bekannter und etwa durch Taddeo Alderotti überlieferter Verfahren zur Branntweinherstellung, destillierten Weingeist (Alkohol) als allgemeines Heilmittel, das auch das Leben verlängerte, und nannte es quinta essentia oder aqua vitae. Diese fünfte Essenz – in Anspielung auf Aristoteles neben den klassischen vier Elementen Erde, Feuer, Wasser, Luft – war himmlischen Ursprungs und als solche den antiken Autoren auch als den Kosmos erfüllender Äther bekannt (s. Aither und Äther (Physik)), wirkte den verderblichen und zerstörerischen Einflüssen der Erde wie Alter und Krankheit entgegen und war nicht deren Verfall unterworfen. Nach Rupescissa ist die Quinta essentia von Gott gegeben, um den Körper zu erhalten, so wie er den Himmel geschaffen habe, um die Welt zu retten (und somit nach Rupescissa etwas wie ein menschlicher Himmel). Dass sie Inkorrumpierbarkeit (solange sie nicht entweicht) vermittle, zeige die Konservierung von Fleisch im Alkohol, allerdings vermittle sie keine Unsterblichkeit, was Gott selbst Adam im Paradies verweigert hätte. Sie sei nach Rupescissa:
- ähnlich Wasser, aber im Gegensatz zu diesem brennbar,
- ähnlich Luft, aber nicht warm und feucht (und gebiert nicht spontan Insekten),
- es ist daher sehr scharf und warm, nicht wie die kühle, trockene Erde,
- es ist nicht wie Feuer, da es Fieber heilt und kühlt,
- hat aber von allen vier Elementen einige Qualitäten.[12]

Alchemistische Techniken brächten diese vor allem im Kosmos außerhalb der Erde auffindbare Substanz auch in der sublunaren Welt, d. h. auf der Erde, zu Tage. Man konnte sie nach Rupescissa prinzipiell allen Elementen der Natur entnehmen, z. B. Pflanzen (die er aber ebenso wie organisches Material von Tieren nur nebenbei erwähnt), Menschenblut, Mineralien, Metallen (besonders Gold, Quecksilber, Antimon), wenn auch in weniger perfekter Form als beim Alkohol. Sein Vorgehen ist häufig die Behandlung mit Mineralsäuren, gefolgt von Sublimation und Destillation. Er nennt mehrere Beispiele für derartigen Verfahren, darunter:
- Die Umsetzung von Quecksilber (Argentum vivum) mit Römischem Vitriol (Sulphur philosophorum, das ist Eisen- oder Kupfersulfat; Rupescissa identifiziert Schwefel jenseits der teilweise stark philosophischen Spekulationen früher Autoren mit dem Geist des Vitriols) und sal petrae (eigentlich Salpetersalz, doch deutet das von ihm beschriebene weiße Endprodukt in diesem Fall auf ein Chlorid (Multhauf, loc. cit., S. 362)).  Im Liber lucis (genannt auch Liber magisterii de confectione veri lapidis philosoporum; nach Benzenhöfer Rescissas metallurgisch-alchemische Ergänzungsschrift zu seiner humanmedizinisch ausgerichteten Consideratio) beschreibt Rupescissa diese Prozedur auch als eine Stufe im Prozess der Herstellung des Steins der Weisen (Lapis philosophorum), der seinen Angaben nach ein Kompositum aus Quecksilber und römischem Vitriol (also Schwefel) war; Quecksilber und Schwefel vereinigt Rescissa, indem er, wie er schreibt, zuvor in mehreren Prozeduren das Quecksilber von seiner Erdhaftigkeit befreit.
- Gold amalgamierte er erst, pulverisierte es und behandelte es mit Essig (Acetum) oder Urin.
- Antimon (in der Form des Sulfiderzes) behandelte er auch mit Acetum und destillierte es dann.
- In der medizinischen Anwendung von Alkohol mischte er auch Gold bei (von ihm affixio solis „Fixierung der Sonne im Himmel“ genannt), was ein verbreitetes Mittel der Verabreichung von Gold wurde.[13]

### Ausgaben, Einfluss und Rezeption
Den Einfluss des Johannes de Rupescissa überlieferungsgeschichtlich zugeschriebenen, wohl um 1350 entstandenen und 1356 niedergeschriebenen Liber de consideratione quintae essentiae omnium rerum (genannt auch De quinta essentia) zeigt sich daran, dass es in rund 130 Manuskripten des 14. bis 18. Jahrhunderts und in zahlreichen Druckausgaben erhalten ist, darunter Übersetzungen ins Englische, Französische, Katalanische, Italienische, Tschechische und Schwedische (von Peder Mansson) sowie (ab etwa 1440) ins Deutsche, und schon im 15. Jahrhundert in Französisch und Latein (Herausgeber Guillelmo Graterolo) gedruckt wurden. Auch im deutschsprachigen Raum beeinflusste er in nicht unerheblichem Maße Ärzte, Apotheker und Alchemisten wie Hieronymus Brunschwig, Walther Hermann Ryff, Conrad Gessner und Paracelsus (so dessen Archidoxen) und seine Lehre wurde u. a. durch Philipp Ulstad weiterentwickelt und verbreitet.
Deutschsprachige Handschriften und Drucke sowie Exzerpte der Consideratio entstanden vom 15. bis 18. Jahrhundert. Namentlich genannt als Verfasser bzw. Herausgeber von Handschriften in deutscher Sprache sind etwa:
- Konrad Schreck von Aschaffenburg (Buch der Quinta essencia von dem dinst der philosopheÿ, 1472),
- Valentin Schwende von Werde by Rynne (Buche von der heÿmlichkeitte und blumen aller Etzeinen und von dem fuonfften weßen, 1485)
- Paul Zatzer (Johannes Ruppescissa eine grosse heimblichkeit des phylosophischen steins, 1629)

Von Drucken:
- Hieronymus Brunschwig (Liber de arte Distillandi de Compositis. Das büch der waren kunst zü distillieren die Composita und simplicia, 1512),
- Philipp Ulstad (Coelum philosophorum. Heimlikeit der naturen genant, 1527),
- Raimundus Lullus (Künstliche eröffnung aller verborgenheyten und geheymnussen der natur […], 1532),
- Walther Hermann Ryff (Das New groß Distillier Buoch, 1545),
- Paracelsus (Wundt unnd Leibartznei […], 1549),
- Konrad Gessner (Schatz. Ein kostlicher theurer Schatz Euonymi Philiatri […], 1555),
- Heinrich Wolff (Herliche Medicische Tractat […], 1576),
- Hieronymus Reusner (Pandora. Das ist Die Edleste Gab Gottes oder der Werde unnd Heilsamme Stein der Weisen […]. Samuel Apiarius, Basel 1582)
- Johann Thölde (Antimonii Mysteria Gemina […], 1604).

Um 1500 entstand durch einen anonymen Verfasser eine aus großen Teilen der Consideratio des Rupescissa und Auszügen aus (pseudo-)lullischen Schriften von „Raimundus“ (Lullus) bestehende Schrift, eine „lullifizierte“ Fassung, die unter dem Titel De secretis naturae seu de quinta essentia (gedruckt etwa 1541 in Straßburg und 1546 in Nürnberg) Verbreitung fand, in deutschsprachiger gedruckter Version (Künstliche eröffnung aller verborgenheyten und geheymnussen der natur) erstmals 1532.

## Schriften, Werkausgabe, Übersetzungen, Bearbeitungen
Alchemistische Schriften
- Liber de consideratione
  - Liber de consideratione quintae essentiae rerum omnium. Basel 1561 ([…], opus sane egregium, Herausgeber: Guglielmo Gratorolo), 1597, Straßburg 1616 (auch französische (Lyon 1549) und englische Ausgabe (London 1856)).
  - Liber de consideratione quintae essentiae omnium rerum, deutsch. In: Udo Benzenhöfer: Johannes’ de Rupescissa ‚Liber de consideratione quintae essentiae omnium rerum‘ deutsch. Studien zur Alchemia medica des 15. bis 17. Jahrhunderts mit kritischer Edition des Textes. Steiner, Stuttgart 1989 (= Heidelberger Studien zur Naturheilkunde der frühen Neuzeit. Band 1). Mit Edition nach Vorlage der ältesten Überlieferung (UB Salzburg, Cod. M II 180, Blatt 72–105) aus dem 15. Jahrhundert, S. 93–161 („Hie vohet an daz Register des Buches von der heimelichkeit und bluomen aller ertznie und von dem fúnfften wesen […]“).
- Liber lucis
  - Liber magisterii de confectione veri lapidis philosophorum. Hrsg. von Guglielmo Gratorolo. 1561
  - Liber lucis. Hrsg. von Daniel Brouchuisius. 1579.
  - Liber lucis. In: Theatrum chemicum. Band 3. E. Zetzners Erben, Straßburg 1659, S. 189–197 (1. Fassung) und 284–293 (2. Fassung).
  - Liber lucis. In: J. J. Manget: Bibliotheca chemica curiosa. Band 2. Genf 1702, S. 80–83 und 84–87.
  - Thesaurus mundi. In: Theophil Neander (Hrsg.): Heptas Alchymica. P. Schmied (Halle) für H. Groß d. Ä. (Leipzig) 1621, S. 294–320 (Druck in deutscher Sprache).

Prophetische Schriften
- Commentum in oraculum Beati Cyrilli.
- De oneribus orbis.
- Liber secretorum eventuum, moderne Edition: Christine Morerod-Fattebert, Robert E. Lerner: Le Liber secretorum eventuum de Jean de Roquetaillade. Fribourg: Editions universitaires, 1994.
- Liber ostensor, moderne Edition: Jean de Roquetaillade, Liber ostensor quod adesse festinant tempora. Kritische Edition unter Anleitung von A. Vauchez von Cl. Thévenaz Modestin und Chr. Morerod-Fattebert. Rom, Ecole française de Rome, 2005.
- Vade mecum in tribulatione, 1356:
  - (1) Erste Druckausgabe in: E. Brown, Fasciculus rerum expetendarum ac fugiendarum, London 1690. II, S. 493–508
  - (2) moderne Editionen (die Autoren edieren unterschiedliche Fassungen als Rupescissas authentischen Text: Tealdi findet ihn in der Fassung der Familie α, laut Kaup die sekundäre Versio plena expolita; Kaup dagegen entscheidet sich für die Versio plena, laut Tealdi die Fassung der sekundären Familie δ; die bisher einzige Doppelrezension (vgl. Julia E. Wannenmacher in: Journal of Ecclesiastical History 70.1 (2019), S. 165–166) empfiehlt für die Textarbeit Kaup und als wesentliche Ergänzung zu dessen Sachkommentar Tealdi):
    - a) Giovanni di Rupescissa: Vade mecum in tribulatione. Kritische Edition von Elena Tealdi, historische Einführung von Robert E. Lerner und Gian Luca Potestà, Mailand: Vita e Pensiero. Dies Nova, 2015
    - b) John of Rupescissa’s Vade mecum in tribulacione (1356). A Late Medieval Eschatological Manual for the Forthcoming Thirteen Years of Horror and Hardship. Hrsg. von Matthias Kaup, London/New York: Routledge. Church, Faith and Culture in the Medieval West, 2017.